# Münzprägung Tarents
Unter der Münzprägung Tarents versteht man die Münzprägung der unteritalischen Stadt Tarent von ca. 510–209 v. Chr. Die einzige Kolonie Spartas hatte eine sowohl aus motivischer Sicht als auch in ihrer Aufteilung vielfältige Münzprägung. Tarent prägte vor allem in Silber, aber auch in Gold und vereinzelt in Bronze.

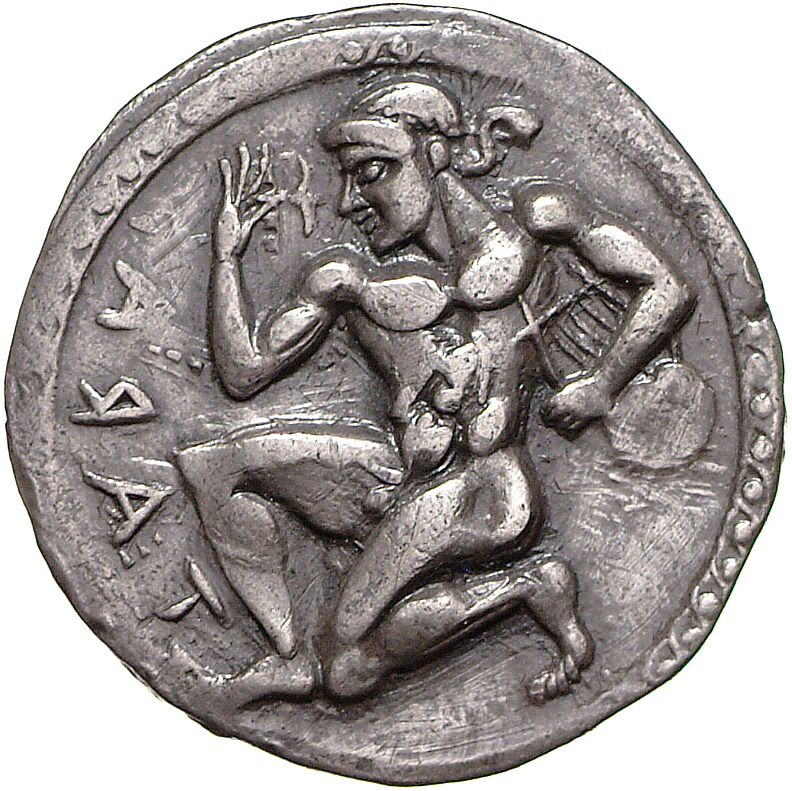
Didrachme. (ca. 510-500 v. Chr.), 26 mm. Nackter kniender Hyakinthos. In seiner l. eine Leier. In seiner r. eine Hyazinthe. (Avers).
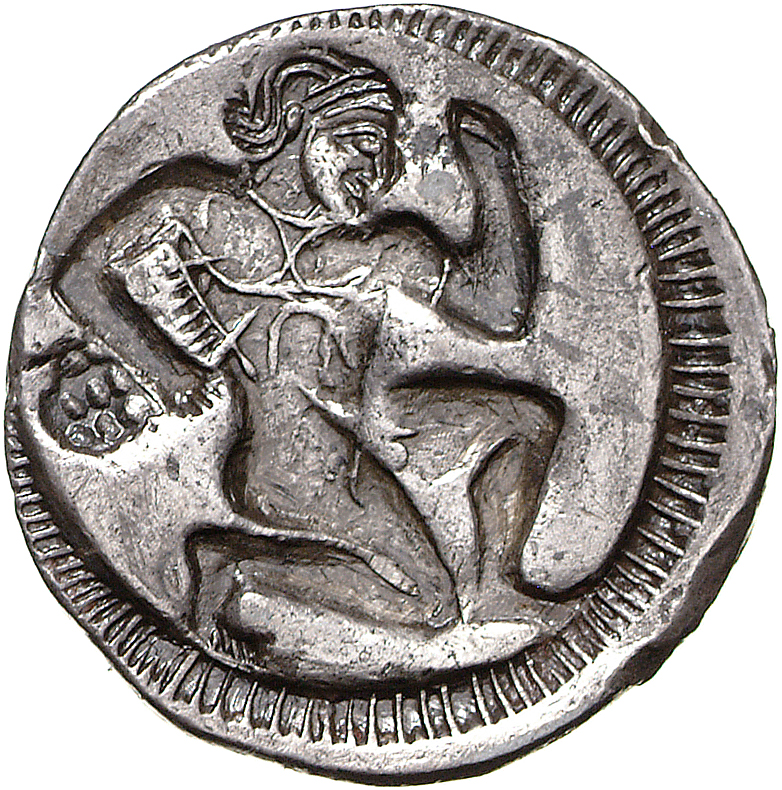
Didrachme. (ca. 510-500 v. Chr.), 26 mm. Dazugehöriger Revers (inkus).

## Prägegeschichte
Die griechischen Kolonien in Italien adaptierten um 530 v. Chr. Münzen aus dem griechischen Festland. Das benötigte Silber kam hauptsächlich aus dem Handel mit dem Festland Griechenland, Karthago sowie den Etruskern. Tarent begann am Ende des 6. Jh. mit der Ausgabe von inkusen Silbermünzen. Ab 500 v. Chr. wechselte die tarentinische Prägung zum Doppelrelief.
Im späten 4. und frühen 3. Jahrhundert v. Chr. erfuhren die griechischen Kolonien Süditaliens immer stärkeren militärischen Druck und erbaten Beistand von griechischen Feldherren. Die daraus resultierenden vier Expeditionen, angeführt von Archidamos III. (340 v. Chr.), Alexander I. (344–330 v. Chr.), Kleonymos von Sparta (302 v. Chr.) und Pyrrhos I. (282 v. Chr.) machen sich in der Münzprägung Tarents bemerkbar.
Nach der Expedition des Pyrrhos' fiel Tarent 272 v. Chr. in den römische Machtbereich und wurde zu einer civitas foederata. Die städtische Münzprägung wurde jedoch noch mehrere Jahrzehnte fortgeführt. Nachdem Tarent im 2. Punischen Krieg 212 v. Chr. in den Machtbereich Hannibals geriet, adaptierte die Stadt den punischen Münzstandard, bis Tarent 209 v. Chr. zurück in den römischen Machtbereich gelangte und die Prägung von Münzen endete.

## Gold-, Silber- & Bronzeprägung

### Goldprägung
Die Goldprägung Tarents begann um 334–332 v. Chr. Im Anschluss folgen weitere Prägeserien, deren Datierung in der Forschungsdiskussion jedoch umstritten ist. Laut Fischer-Bossert wurden weitere Prägungen in den Jahren 325/20, 320–315, 302, 281–276 sowie 276–272 v. Chr. geprägt.

### Silberprägung
Der Hauptteil der tarentinischen Münzprägung wurde in Silber geprägt. Die Silberprägung Tarents bietet eine große Variation in der Ausprägung von unterschiedlichen Nominalstufen. Die Hauptmotive bestehen dabei aus dem Delphinreiter, "Horseman" sowie Oikistes. Auf den Teilstücken werden weiterführend mehr Themen und Bilder aufgegriffen. Die frühesten Münzen wurden aus großen Flans mit einem Durchmesser von über 25 mm hergestellt. Nach dem Übergang zur Doppelreliefprägung nahm der Durchmesser der Flans ab. Der Stater wurde kleiner und hatte dickere Linsen.

### Bronzeprägung
Die Bronzeprägung Tarents setzte spät ein und besaß einen – im Vergleich zur reichen Silberprägung – geringen Umfang. Die frühesten Bronzemünzen können mit der Goldprägung zu der Zeit des Kriegs von Pyrrhos I. gegen Rom in Verbindung gebracht werden und datieren um 280 v. Chr. Die späteren Bronzemünzen konnten nur vereinzelt in Hortfunden des 3. Jh. v. Chr. nachgewiesen werden, weshalb ihre Datierung bislang noch nicht spezifiziert werden konnte.

## Nominal-System
Der Stater (Didrachme bzw. Nomos) der tarentinischen Silberprägung besaß einen achäischen Münzfuß und wog ca. 7,9 g. Bei einem Stater handelt es sich im Allgemeinem um die Hauptwährung einer Polis (Grundrecheneinheit). Im Falle von Tarent ist dies eine Didrachme. Darüber hinaus gibt es jedoch die u. a. durch Aristoteles historisch belegte Nominalbezeichnung "Nomos", die somit äquivalent zum "Stater" und "Didrachme" ist. Zu Beginn der tarentinischen Münzprägung wurde der gleiche Standard wie in den anderen achäischen Städten Süditaliens verwendet und der Stater wurde in Drittel und Sechstel aufgeteilt. Im frühen 5. Jh. wurden die Einheiten Litra und Hemilitra eingeführt sowie um 460 v. Chr. der Hexas. Ab 450 v. Chr. wurde weiterführend der Hemistater geprägt. Dementsprechend wurde der griechische Münzfuß mit der traditionellen Stücklung sowie zusätzlich das sizillische Litrensystem genutzt. Nach dem Sieg des Pyrrhos gegen die Römer (280 v. Chr.) wurde das Gewicht des Staters von ca. 7,9 g auf ca. 6,6 g verringert (sog. reduzierter Standard).
Die tarentinische Goldprägung hatte einen attischen Gewichtsstandard, welcher sich an den Philippeioi und deren Standard orientierte. Dies geht laut Fischer-Bossert auf den Einfluss von Alexander I. zurück, aus dessen Zeit in Unteritalien die erste Goldprägung Tarents stammt. Der Stater hatte dabei ein Gewicht von ca. 8,6 g.
| Bezeichnung    | Gewicht    |
| -------------- | ---------- |
| Stater (Nomos) | ca. 7,8 g  |
| Hemistater     | ca. 3,9 g  |
| Drittel-Stater | ca. 2,6 g  |
| Diobol         | ca. 1,3 g  |
| Trihemiobol    | ca. 0,97 g |
| Litra          | ca. 0,78 g |
| Obol           | ca. 0,65 g |
| Hemilitra      | ca. 0,39 g |
| Hemiobol       | ca. 0,32 g |
| Hexas          | ca. 0,16 g |

| Bezeichnung        | Gewicht    |
| ------------------ | ---------- |
| Stater             | ca. 8,6 g  |
| Hemistater         | ca. 4,3 g  |
| Drittel-Stater     | ca. 2,8 g  |
| Viertel-Stater     | ca. 2,15 g |
| Sechstel-Stater    | ca. 1,43 g |
| Achtel-Stater      | ca. 1,07 g |
| Zehntel-Stater     | ca. 0,86 g |
| Zwölftel-Stater    | ca. 0,71 g |
| Sechzehntel-Stater | ca. 0,53 g |

## Chronologie der Didrachmen- und Goldprägung

### Silber
Bei den ersten geprägten Münzen Tarents (um 510 – 500 v. Chr.) handelt es sich um eine Emission von inkusen Silberprägungen mit einem Gewicht von ca. 7,9 g. Auf diesen ist entweder Hyakinthos kniend oder ein Delfinreiter abgebildet. Anfang des 5. Jh. v. Chr. wechselte Tarent die Prägetechnik und gab eine wenig umfangreiche Emission von Doppelreliefmünzen aus. Dabei ist auf dem Avers ein Delphinreiter und auf dem Revers ein Hippocamp, Rad oder ein Frauenkopf abgebildet.
Um 480 v. Chr. tauchte auf dem Revers ein neues Münzbild auf, der sogenannte „Oikistes“ (mythischer Stadtgründer), eine männliche sitzende Figur. Der Avers zeigt weiterhin das Bild des Delphinreiters. Bereits um 450 v. Chr. wurde in vereinzelten Gruppen ein neues Symbol auf den Reverse geprägt, der sogenannte „Horseman“. Dabei handelt es sich um das Grundmotiv eines Reiters, welches in großer Variation auf den tarentinischen Münzen auftaucht. Dieses neue Symbol wurde zunächst zeitgleich zur „Oikistes“-Prägung geprägt und verdrängte diese letztlich um 425 v. Chr. Der sogenannte „Horseman“ blieb zunächst auf dem Revers und der Delphinreiter auf dem Avers. Doch ab 405 – 400 v. Chr. tauschten der Delphinreiter und der „Horseman“ die Münzseiten. Diese beiden Symbole blieben bis zum Ende der tarentinischen Münzprägung 209 v. Chr. bestehen.

### Gold
Bei der folgenden chronologischen Einordnung der tarentinischen Goldmünzen wird sich auf die Datierung von Wolfgang Fischer-Bossert bezogen. Fischer-Bossert teilt die Goldmünzen in 72 motivisch bedingte Gruppen (G1 – G72) ein. Die Chronologie der tarentinischen Goldprägung basiert vor allem auf den auf beiden Seiten genutzten Signaturen, welche mit der Silberprägung in Verbindung gebracht werden.
| Gruppen der tarentinischen Goldprägung nach Fischer-Bossert | Datierung           |
| ----------------------------------------------------------- | ------------------- |
| G1 - G3                                                     | 333 - 331/0 v. Chr. |
| G4 - G9                                                     | 325/20 v. Chr.      |
| G10 - G14                                                   | 320 - 315 v. Chr.   |
| G17 - G18                                                   | 315 - 300 v. Chr.   |
| G15 - G16                                                   | 302 v. Chr.         |
| G19 - G21                                                   | 281 - 276 v. Chr.   |
| G22 - G72                                                   | 276 -272 v. Chr.    |

Die Münzen der ersten tarentinischen Goldprägung lassen sich in die Zeit von Alexander I. datieren, da Fischer-Bosserts Typ G3 als Kopie der goldenen Oboloi Alexanders I. bezeichnet werden kann. Weiterführend befindet sich auf dem Revers von G1 ein Reiter in dem Typus und Stil des Aversbildes der tarentinischen Silberprägung von 333–331 v. Chr. In der folgenden Emission G4 – G9 treten die gleichen Signaturen I-, A, Μ, Φ und ΚΑΛ auf. Dieselben Signaturen finden sich auf der Silberprägung von 325/20 v. Chr. Die Prägungen G10 – G14, mit der Signatur ΣΑ, lassen sich mit der Silberprägung um 320–315 in Verbindung bringen. Hinzufügend sind die stilistischen Eigenschaften ähnlich zu dieser Silberprägung. Die folgenden Signaturen ΣΑ und ΚΟΝ (G15 – G16) sind mit der Silberprägung von 302 v. Chr. sowie wahrscheinlich dem Krieg des Kleonymos zu verbinden. Die sich daran anschließende Goldprägung steht laut Fischer-Bossert in keiner Verbindung zur Silberprägung. Er zieht als Datierungshilfe auf den Monteparano-Hort heran, in welchem die Münzen G17–G18 gefunden worden sind und datiert diese Typen zwischen 315 und 300 v. Chr. Abschließend können die Münzen G19–G21 - aufgrund ihrer Signaturen IOP beziehungsweise KΛH sowie der Ähnlichkeit zu den unter Pyrrhos geprägten Herakles-Kopf Münzen aus Syrakus -  mit dem ersten Aufenthalts von Pyrrhos in Unteritalien in Verbindung gebracht werden.

## Motive (Silber & Gold)

### Silber
Die tarentinischen Münzbilder besaßen, im Besonderen unter den Teilstücken, ein breites Typenspektrum. Sie reichen von Götterdarstellungen (Kopf der Athena oder Kampf des Herakles mit nemeischem Löwen) über maritime Münzbilder (Hippocamp, Muschel, etc.) hin zu der Darstellung von Gegenständen (Kantharos, Kithara) oder eines Frauenkopfes. Die Motive, welche für einen längeren Zeitraum insbesondere auf dem Nomos prägend waren, sind im Folgenden nach deren Auftreten auf den tarentinischen Emissionen absteigend dargestellt.

#### Delfinreiter (ca. 510–209 v. Chr.)
Der Delfinreiter erscheint in verschiedenen Varianten. Er hält unterschiedliche Gegenstände in der Hand z. B. einen Kantharos oder Oktopus. Weiterführend kann er entweder beide Hände auf den Delfin legen oder nur eine von ihnen. Dabei kann ein Arm nach vorne und einer nach hinten gehoben sein, oder beide sind nach vorne gestreckt. Er kann bewaffnet und nach links oder rechts dargestellt sein.
Das wohl prägendste Symbol der tarentinischen Münzprägung könnte sowohl den Gründer der spartanischen Kolonie, Phalanthos, als auch Taras, Sohn des Poseidon, darstellen. Letztere Interpretation wird von Aristoteles gestützt, welcher schreibt, dass auf den Stateren Tarents Taras abgebildet sei. Dagegen spricht, dass Taras wahrscheinlich auch als eponymer Flussgott verehrt worden ist. Weiterführend spricht für die Verehrung Taras' als Flussgott, dass er der Sohn von Poseidon und der Nymphe Satyra ist. Die Ikonographie eines Flussgottes sah im 5. Jh. v. Chr. jedoch anders aus als die des Delfinreiters. Häufig wurden Flussgötter durch einen (androkephalen) Stier verkörpert. Bei einer anthropomorphen Gestaltung wurden dem Kopf dagegen kleine Hörner hinzugefügt. Für die These, dass der Delfinreiter als Phalanthos anzusprechen ist, spricht, dass auch Phalanthos durch einen Delfin gerettet worden ist. Außerdem ist als weiteres Indiz ein bei Pausanias beschriebenes Weihgeschenk anzuführen, woraus sich eine Dreiergruppe heraushebt: Taras, Phalanthos und ein Delfin. Dabei stehe der Delfin näher zu Phalanthos. Es lässt sich jedoch nicht final klären, wen der Delfinreiter darstellt.

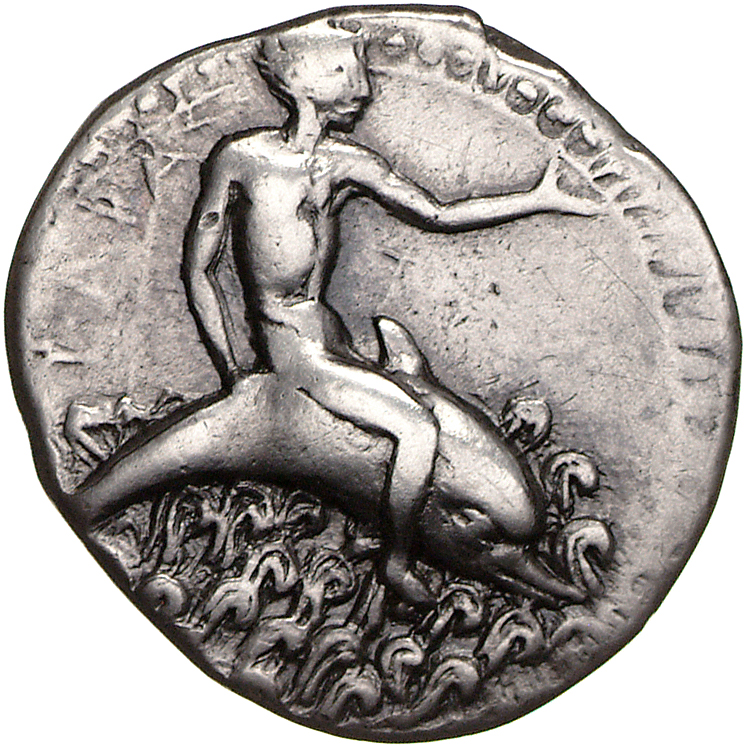
Didrachme. (ca. 450-440 v. Chr.), 25 mm. Delfinreiter nach r. Der l. Arm ist nach vorn ausgestreckt. Mit der r. Hand stützt er sich hinten auf den Delphin. Um den Fisch herum Wellen. (Avers).
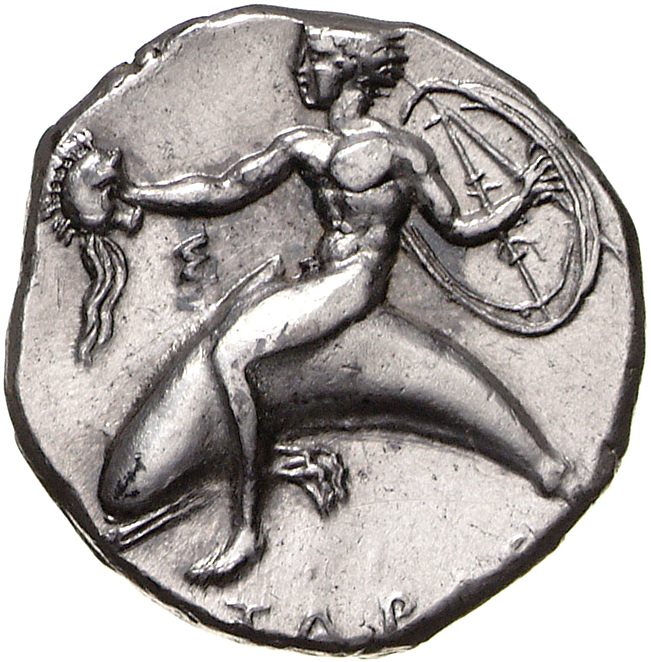
Didrachme. (ca. 415-390 v. Chr.), 21 mm. Delfinreiter nach l. In der r. Hand hält er einen Helm und in der l. Hand Schild und Speer. (Revers).

#### „Horseman“ (Ca. 450–209 v. Chr.)
Wie der Delfinreiter tritt der sogenannte „Horseman“-Typus in verschiedenen Variationen auf. Die Pferde werden in allen möglichen Bewegungs- und Ruhestellungen gezeigt. Die Reiter können nackt oder mit verschiedenen Waffen bewaffnet dargestellt werden. Sie zeigen ihr reiterliches Können beim Rennen und Springen des Pferdes oder beim schnellen Trab. Die Tiere werden zum Teil von Pflegern betreut, die sie festhalten oder beschlagen. Häufig werden der Reiter oder das Pferd zudem von Nike bekrönt. Selten sind auch zwei Reiter dargestellt. Der „Horseman“ soll das Können der berühmten tarentinischen Kavallerie zeigen.

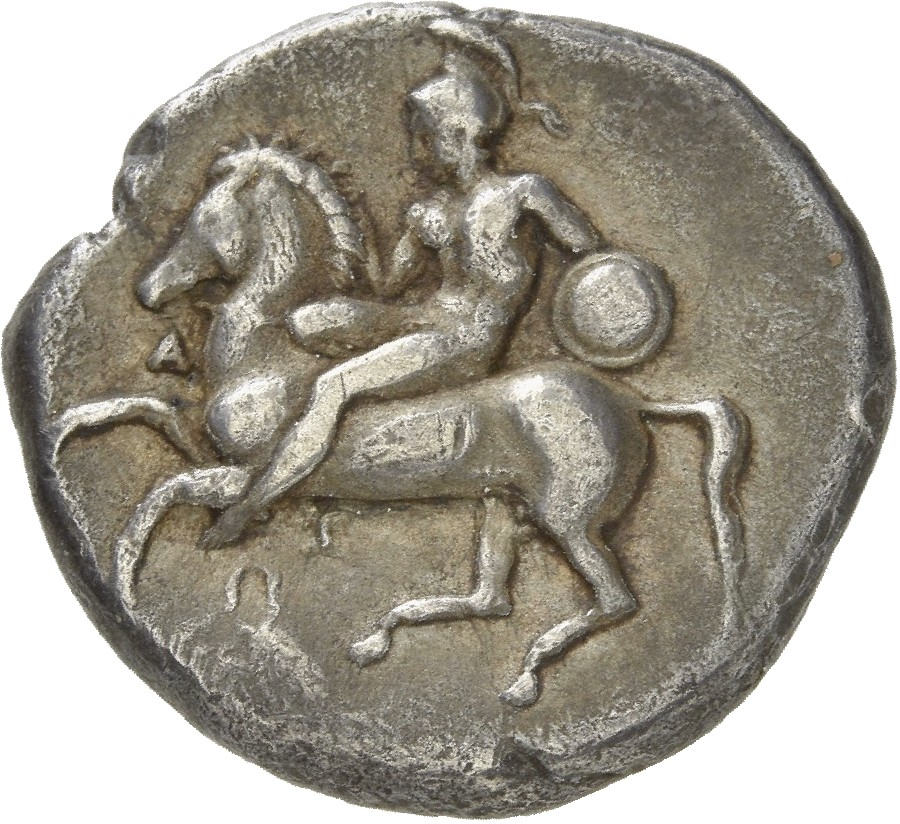
Didrachme. (355-340 v. Chr.), 22 mm. Sog. „Horseman“ nach l. mit Schild. (Avers).
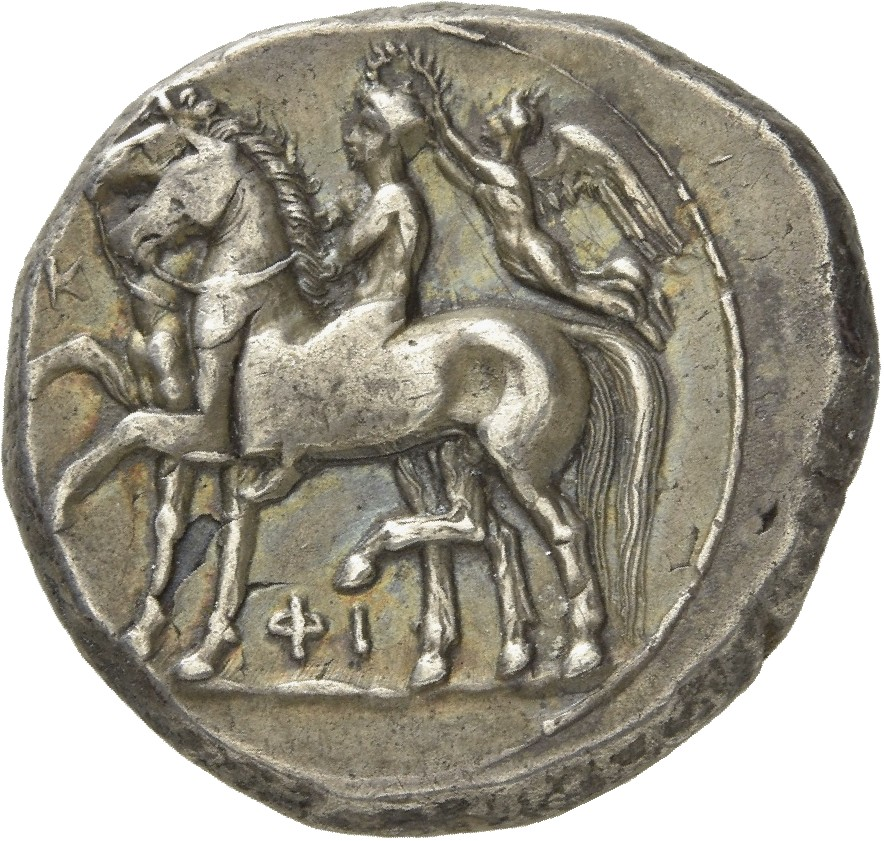
Didrachme. (ca. 340-325 v. Chr.), 22 mm. Zwei Pferde traben nach l. Auf dem vorderen Pferd sitzt ein Knabe, der von einer Nike bekränzt wird. (Avers).
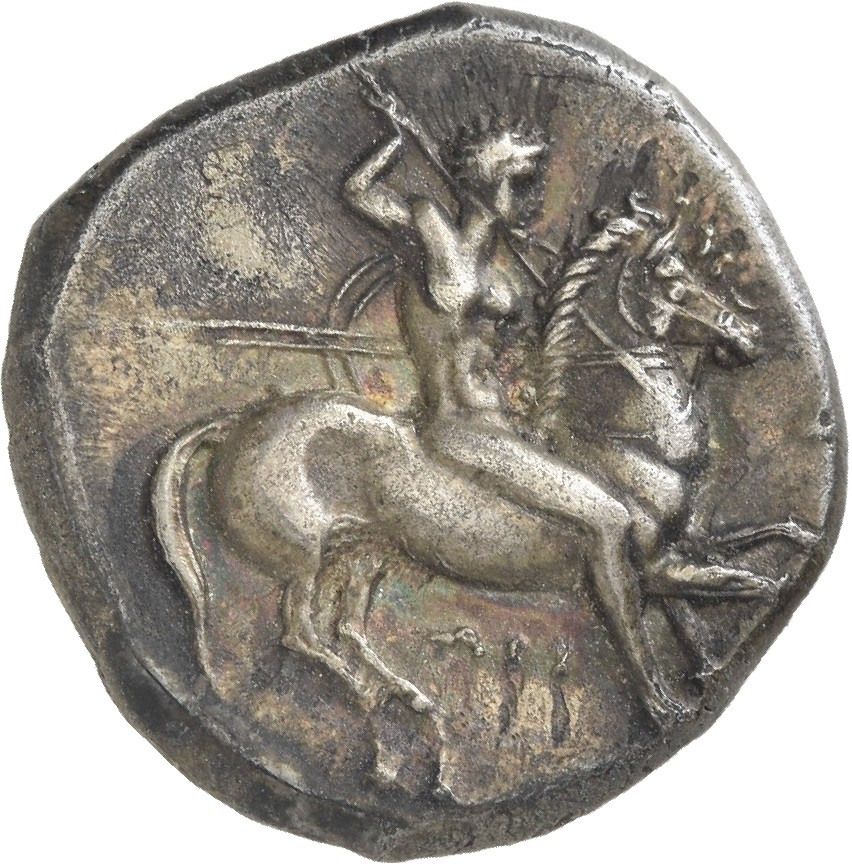
Didrachme. (ca. 325-281 v. Chr.), 22 mm. Nackter Reiter mit Schild und zwei eingelegten Speeren nach r. In der erhobenen r. Hand hält er einen Speer. (Avers).

#### „Oikistes“ (ca. 480–425 v. Chr.)
Auf den Münzen des 5. Jh. v. Chr. ist teils eine sitzende männliche Figur abgebildet. In der Münzprägung bis ca. 450 v. Chr. hält sie einen Kantharos sowie eine Spindel in der Hand. Danach wird der Kantharos durch einen Bürgerstock (Bakteria) ersetzt.  Die Figur kann sowohl nach links als auch nach rechts ausgerichtet sein. Weiterführend umfasst die Ikonographie auch dionysische Merkmale wie einen Weinbecher oder Pantherfell.

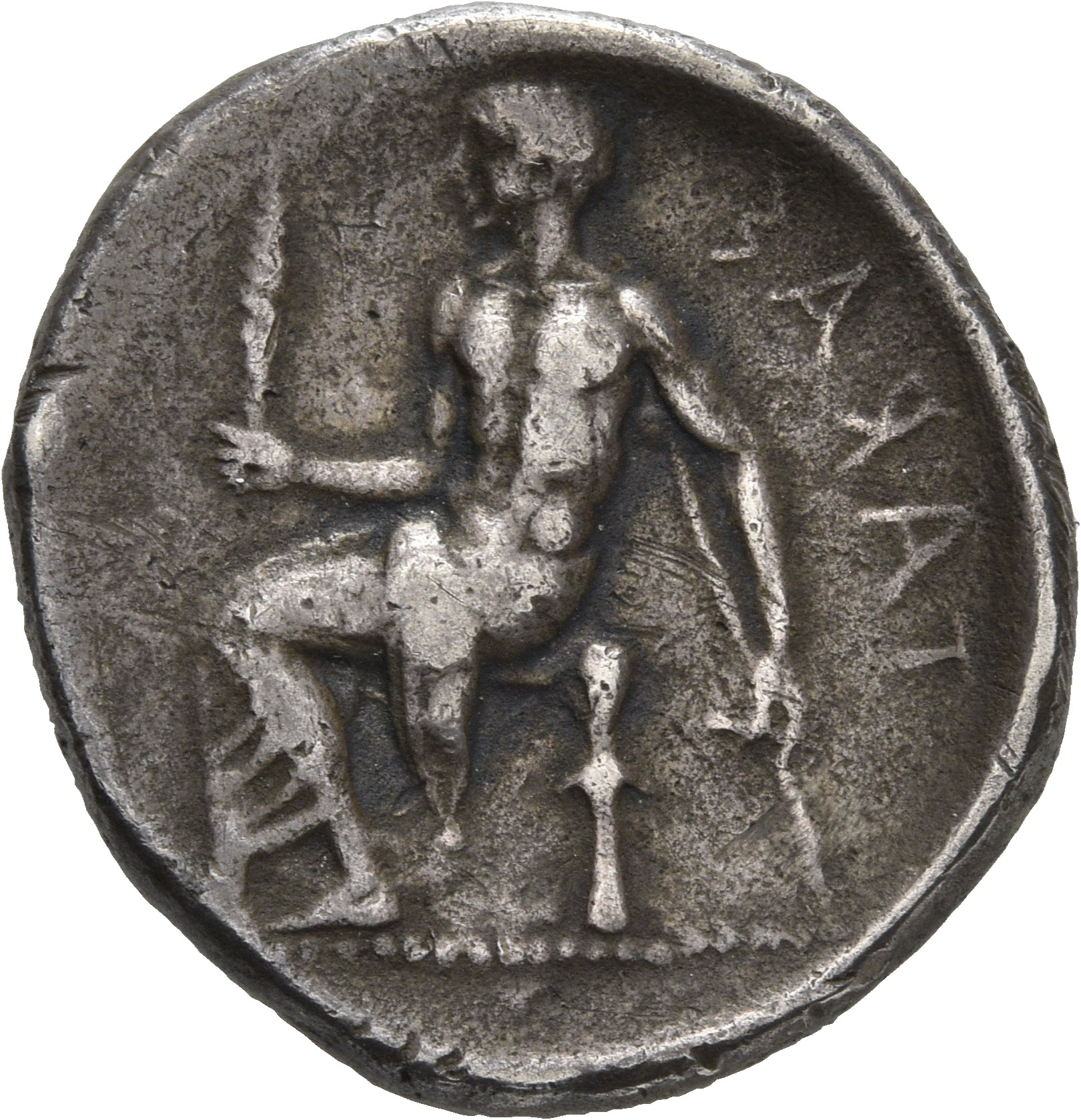
Didrachme. (ca. 450-440 v. Chr.), 23 mm. TAPAΣ. Männliche Figur sitzt im Mantel (himation) auf einem Hocker (diphros) nach l. In seiner r. Hand hält er eine Spindel, mit der l. umfasst er einen Stab. (Revers).
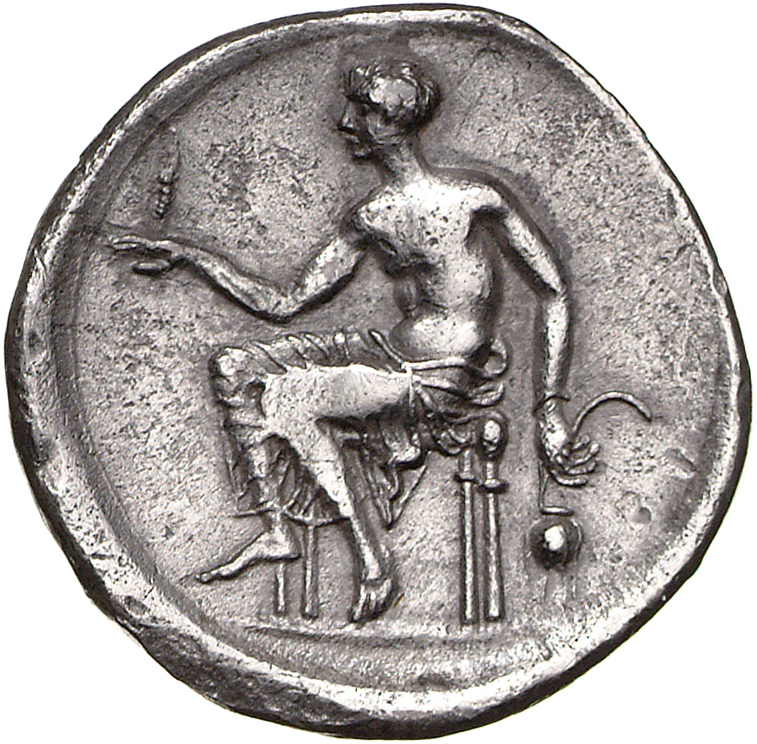
Didrachme. (ca. 425-415 v. Chr.), 24 mm. Männliche Figur. In seiner l. Hand hält er einen Schaber (strigilis) und ein Gefäß (aryballos). Mit der ausgestreckten r. Hand balanciert er eine Spindel. (Revers).

### Gold
Die tarentinische Goldprägung weist in Teilen die gleichen Bilder wie die Silberprägung auf (Delfinreiter, „Horseman“, Frauenkopf). Jedoch tritt auch eine Vielfalt von weiteren Motiven in Erscheinung, vor allem aus dem göttlichen Bereich (z. B. Kopf des Zeus, der Athena, des Herakles oder Donnerkeil). In der späteren Goldprägung kommen vermehrt tierische (aus dem göttlichen Bereich stammende) Motive vor (Adler und Eule). Anders als in der Silberprägung gibt es jedoch keine übergreifenden Symbole zwischen den einzelnen unabhängigen Prägeserien.

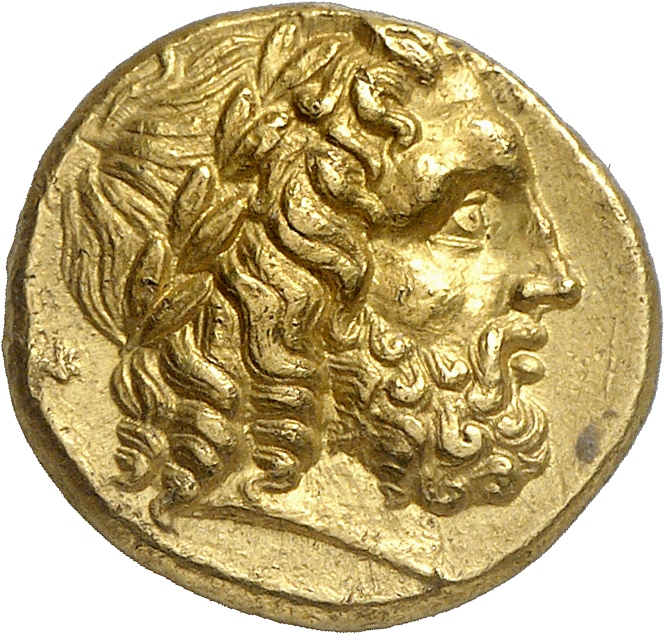
Stater. (ca. 276-272 v. Chr.), 18 mm. Kopf des Zeus mit Lorbeerkranz nach r. (Avers).
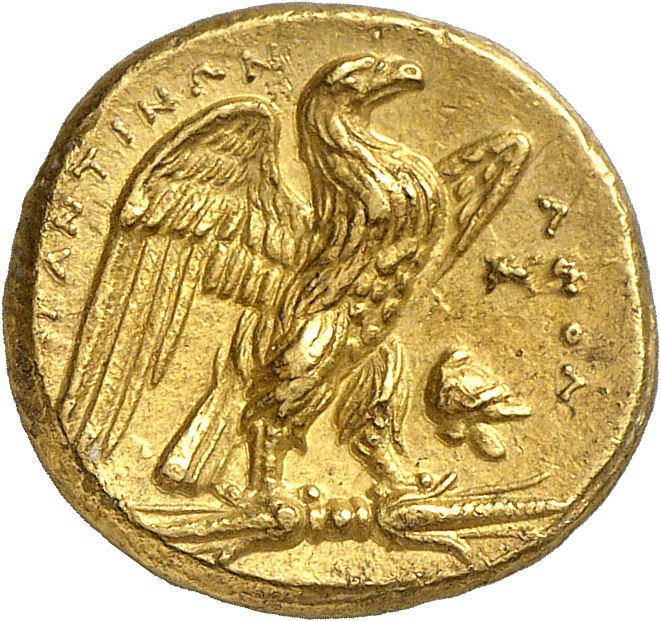
Stater. (ca. 276-272 v. Chr.), 18 mm. Dazugehöriger Revers. [Τ]ΑΡΑΝΤΙΝΩΝ. ΑΠΟΛ. Adler sitzt mit ausgebreiteten Flügeln auf einem Blitzbündel nach r.

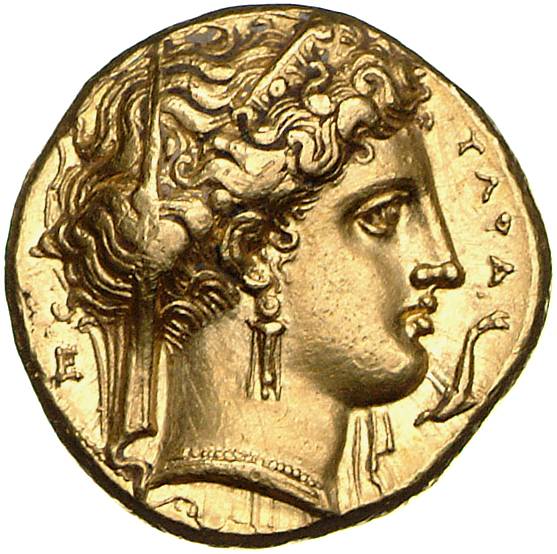
Stater. (um 320 v. Chr.), 18 mm. ΤΑΡΑ. Frauenkopf mit Diadem, Schleier, Perlenkette und Ohrring nach r. Vor dem Gesicht schwimmt ein kleiner Delphin abwärts. (Avers).
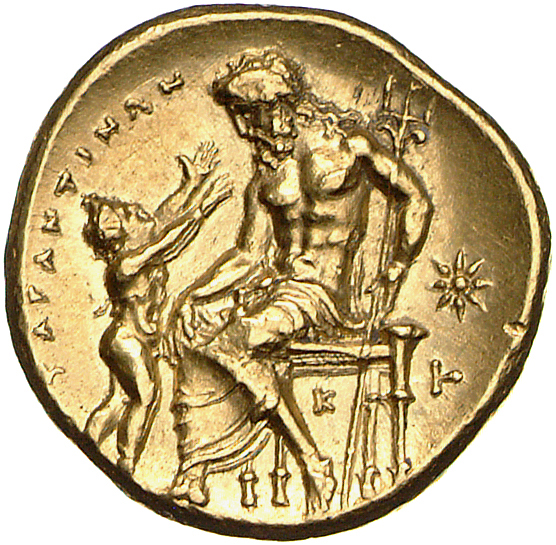
Stater. (um 320 v. Chr.), 18 mm. Dazugehöriger Revers. ΤΑΡΑNTINΩN. Poseidon sitzend im Hüftmantel nach l. Er hält in der l. Hand seinen Dreizack, die r. Hand liegt auf dem Knie. Er hat den Kopf nach unten zu dem vor ihm stehenden Taras geneigt, welches die Arme zu ihm ausstreckt.

## Signaturen und Ethnikon

### Signaturen
Die ersten Signaturen traten in der Mitte des 5. Jahrhunderts v. Chr. auf den Stateren auf. Dabei handelte es sich um einzelne Buchstaben, die meistens auf dem Avers angebracht waren. Ab der ersten Hälfte des 4. Jahrhunderts v. Chr. kamen vereinzelt Signaturen in Silbenform hinzu, ab ca. 340 v. Chr. wurde dies zum Standard. In der Folgezeit kamen einzelne Buchstaben als Nebensignatur hinzu. Die Hauptsignatur entwickelte sich hin zu einer ausgeschriebenen Namenssignatur. Parallel trat nun auch die Nebensignatur in Silbenform auf. Dieses System blieb bis zum Ende der tarentinischen Münzprägung bestehen.
Laut Fischer-Bossert handele es sich dabei um Namenssignaturen von Personen, welche mit der Überwachung der Prägung beauftragt worden seien. Diese Personen beschreibt er als eine Kommission, welche bei Prägebedarf gebildet wurde. Dabei spiegele der unterschiedliche Rang der Signatur die Hierarchie innerhalb dieser wider.

Die Signaturen der Goldprägung Tarents verfolgten ein ähnliches System wie die der Silberprägung und kennzeichneten die einzelnen Prägeaufseher der überwachenden Kommission. 

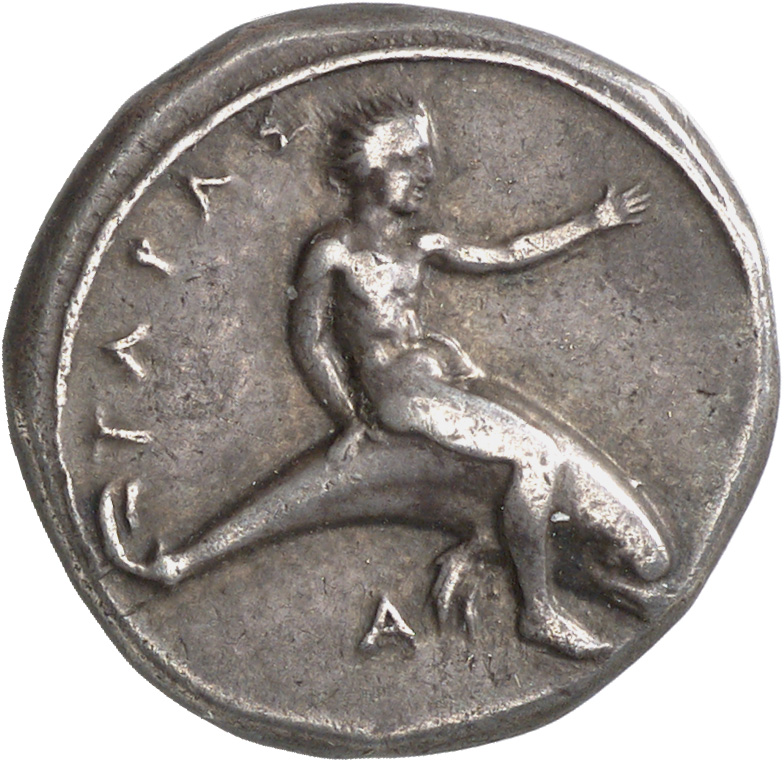
Didrachme. (ca. 415-390 v. Chr.), 22 mm. Avers. Ethnikon o. l. ΤΑΡΑΣ. Delphinreiter nach r. Unten A. (Avers).

### Ethnikon (Silber)
Das am häufigsten auftretende Ethnikon war ΤΑΡΑΣ. Es lässt sich auf fast jedem Nominal finden und stand am häufigsten auf dem Stater. Weiterführend konnte auf dem Stater entweder ΤΑΡΑ sowie ΤΑΡΑΝΤΙΝΩΝ und ΤΑΡΑΝ stehen. Ausschließlich auf kleineren Nominalen tauchte entweder ΤΑ-ΡΑ, ΤΑΡ oder ΤΑΡΑΝΤ auf.
Zu Beginn der tarentinischen Münzprägung konnte das Ethnikon sowohl auf beiden Münzseiten als auch ausschließlich auf dem Avers oder Revers auftreten. Ab der ersten „Horseman“-Prägung erschien das Ethnikon fast ausschließlich auf dem Revers. Auf dem Averse tauchte vereinzelt ΤΑΡΑΝΤΙΝΩΝ oder ΤΑΡΑ auf. Das Gleiche lässt sich auch bei den kleineren Nominalen ab demselben Zeitraum beobachten. Wobei berücksichtigt werden muss, dass auf kleineren Nominalen häufig kein Ethnikon verwendet wurde.

### Ethnikon (Gold)
Auf dem Avers befand sich, sofern ein Ethnikon vorhanden ist, ΤΑΡΑ. Auf dem Reverse des Staters befand sich am häufigsten ΤΑΡΑΝΤΙΝΩΝ, gefolgt von ΤΑΡΑΣ. Auf den kleineren Nominalen tauchte auf dem Avers gehäuft ΤΑΡΑΝΤΙΝΩN oder ΤΑΡΑ auf. Der Reverse wies verstärkt ΤΑΡΑΣ auf. Weiterführend konnte auf dem Reverse der kleineren Nominale auch ΤΑΡΑΝ sowie ΤΑΡΑΝΤΙΝΩΝ erscheinen.